# Gesticht van het Heilig Hert

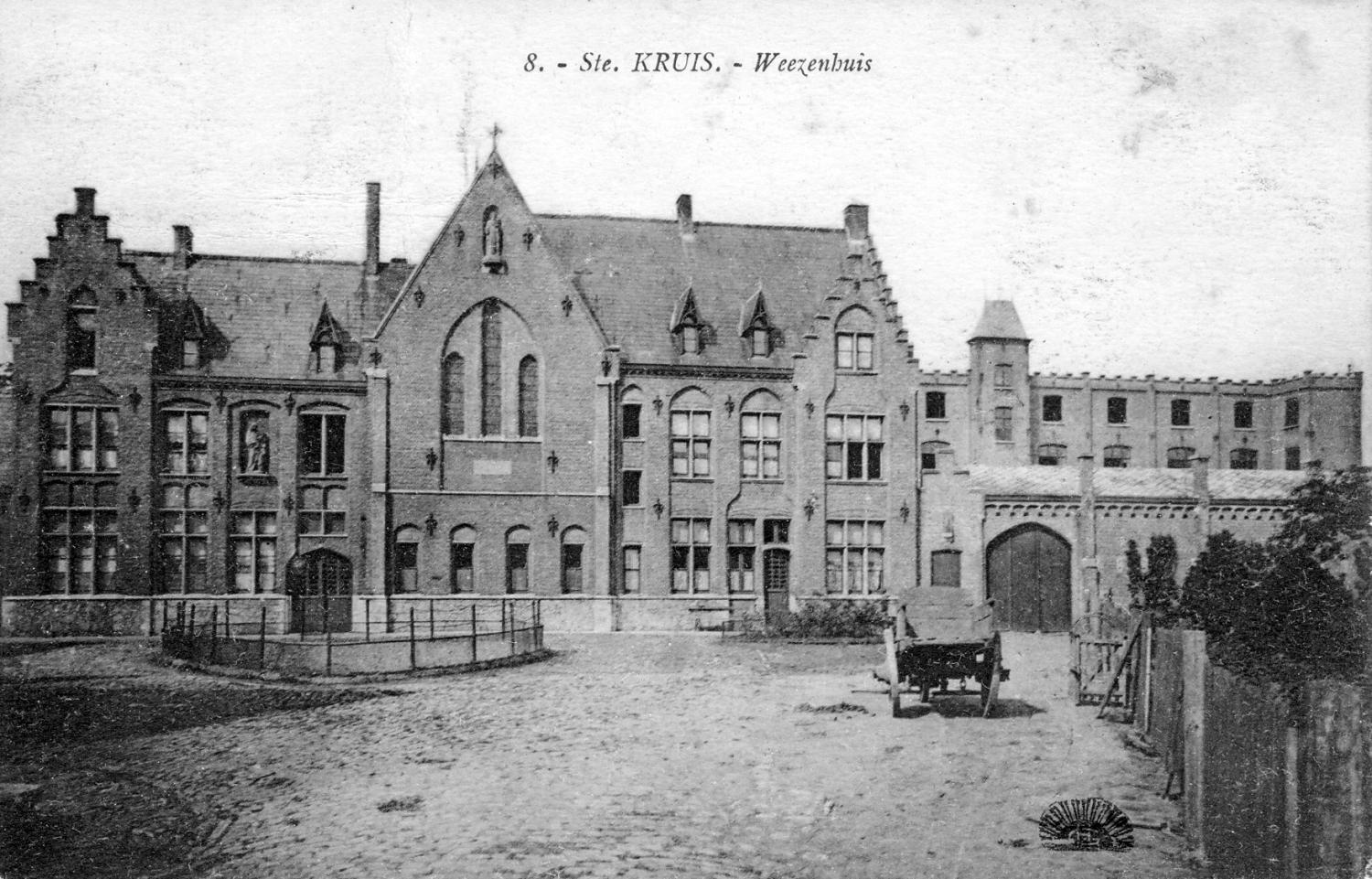
Het hoofdgebouw van het "Weezenhuis" afgewerkt 1891.

Het Gesticht van het Heilig Hert ligt in Sint-Kruis, een deelgemeente van de Belgische stad Brugge en is opgericht in 1886 met als doel de opvang van mentaal gehandicapte kinderen. De functie van het gebouwencomplex evolueerde volgens de noden van de tijd en de veranderende pedagogische inzichten. Vandaag bestaat het uit een school, een residentieel deel en bijgebouwen met de naam 'De Spycker' en 'Nieuwland'. 

## Ontstaan

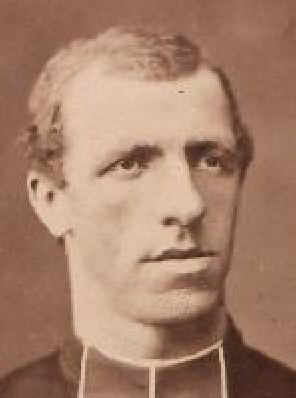
Kanunnik Petrus Naeghels, stichter van het Wezenhuis in Sint-Kruis Brugge.

In 1886 richtte kanunnik Petrus Naeghels samen met de Zusters van de congregatie der Kindsheid van Maria 'Ter Spermalie' een bijhuis op met de officiële benaming het Gesticht van het Heilig Hert. De eerste steen van het gebouw werd gelegd op 29 juni 1887. Men voltooide het hoofdgebouw in 1891. Hoewel de oprichting van het gebouw aanvankelijk bedoeld was voor "kranke" kinderen, namen de zusters al vanaf 1893 ook de zorg op zich van verlaten en verwaarloosde kinderen, vondelingen en wezen. De nood aan opvang van deze groep kinderen ontstond na de sluiting van de twee Brugse instituten Bogaerdenschool (1883) en de Elisabethschool (1884). Tegen het einde van dat jaar waren al 37 kinderen in het gesticht opgenomen. Het gesticht kreeg in de volksmond de naam 't Wezengesticht.

## Geschiedenis
De kinderen werden volgens strenge katholieke normen opgevoed en volgens de heersende regels moesten jongens en meisjes apart opgroeien. De ruimte van het hoofdgebouw werd te klein en in 1895 werd een aparte afdeling voor jongens gebouwd.

### Eerste Wereldoorlog
Het wezengesticht ontsnapte niet aan de invloeden van de Eerste Wereldoorlog. Op 9 september 1914 moest het gesticht onderdak bieden aan 500 soldaten die nog diezelfde nacht vertrokken. Tot half september verleenden de zusters logement aan een honderdtal vluchtelingen uit het Leuvense. Op 14 januari 1917 werd het hele complex ingenomen door de Duitse bezetter en kwam het bevel voor ontruiming van alle lokalen van het complex. Duitse soldaten begeleidden 30 zusters en 190 doofstomme kinderen met de trein naar Antwerpen. De 399 overblijvende wezen werden geëvacueerd naar Gent en Zaffelare waar ze onderdak vonden bij de Zusters van Liefde. Na de wapenstilstand in december 1918 keerden ze terug naar Sint-Kruis. 

### Na de oorlog

#### De lagere school
De wet op de leerplicht werd gestemd in 1914 maar ging pas na de Eerste Wereldoorlog in voege. Vanaf 1920 krijgt het gebouw een onderwijsfunctie. Het wezengesticht evolueert naar wezenschool met de oprichting van een lagere afdeling. De kinderen kregen onderwijs tot hun 14de. Een bevoorrechte positie tegenover de gewone kinderen die in die tijd meestal geen lager onderwijs konden volgen. De benaming wijzigde naar Tehuis H. Hart.  

#### De vakschool
In 1929 richtte E.H. Corneillie er de vakschool in. De jongens leerden ambachten zoals blikslager, loodgieter, smid, hovenier, landbouwer of schilder onder leiding van bekwame vakmensen verbonden aan het wezengesticht. Buiten de schooltijd konden de leerlingen aan het werk op de eigen boerderij of als boerenknecht in de omliggende boerderijen. Voor de meisjes was er een afdeling Snit en Naad en Huishoudkunde. Dit werd enkel door de Zusters onderricht. De meisjes leerden er huishoudelijk werk, naaien en alles wat nodig was om een eersterangs huismeid te worden. Ze konden ondertussen aan de slag als keukenhulp bij burgergezinnen in de omgeving. 
Aanvankelijk waren de vakopleidingen enkel toegankelijk voor de inwonende kinderen. In de jaren dertig stelde de vakschool haar deuren open voor externen en kende ze een grote bloei. Tijdens de Tweede Wereldoorlog lieten sommige leerlingen zich inschrijven om te ontsnappen aan de verplichte tewerkstelling in Duitsland.  
"Het Wezengesticht" werd in de volksmond vervangen door "De wezenschool". De jongens bleven in principe in het gesticht tot hun 19e jaar. De meisjes bleven onder de hoede van de zusters tot hun 21 of eventuele huwelijk.

### Na de Tweede Wereldoorlog

#### Van gesloten naar open karakter
Tot in de jaren 1950 had het internaat een gesloten karakter. Aspecten van het dagelijkse leven kwamen steeds meer op de achtergrond door de nadruk op de onderwijsfunctie. De leerlingen kwamen nauwelijks nog in contact met de buitenwereld en er ontstond een vorm van vervreemding van de realiteit. De leerlingen volgden enkel les binnen de muren en ook hun ontspanning en vrije tijd speelden zich intra muros af. Zo is er de anekdote van een meisje van 15 dat nog nooit de inhoud van een ei had gezien.  
Dankzij een mentaliteitswijziging binnen Kerk en Maatschappij besefte het bestuur dat voeling met het dagelijkse leven een noodzaak is voor de gezonde groei van jongeren. Onder invloed van nieuwe pedagogische inzichten ontstonden de zogenaamde aparte leefgroepen die een normale gezinssituatie zoveel mogelijk benaderen.

#### Van vakschool naar bijzondere jeugdzorg
- In 1961 verdween de vakschool voor jongens, de meisjesafdeling bleef bestaan.
- In 1969 kwam er een b.l.o.-school voor kinderen met spraak- en leerstoornissen, zogenaamd "De Spycker". De gewone dagschool verdween en de kinderen gingen les volgen in gewone scholen.
- In 1970 droegen de Zusters het beleid over aan de vzw Nieuwland.

## Vandaag
De gebouwen op de site huisvesten vandaag meerdere organisaties waaronder vzw De Kade, vzw Nieuwland, het internaat van hotelschool Spermalie, het Gebarenhuis en VlaS.